# Halichoeres maculipinna
Halichoeres maculipinna là một loài cá biển thuộc chi Halichoeres trong họ Cá bàng chài. Loài này được mô tả lần đầu tiên vào năm 1848.

## Từ nguyên
Từ định danh maculipinna được ghép bởi hai âm tiết trong tiếng Latinh: macula ("vệt đốm") và pinna ("vây"), hàm ý đề cập đến đốm đen trên vây lưng của loài này, nổi bật nhất ở cá đực đã trưởng thành hoàn toàn.

## Phạm vi phân bố và môi trường sống
Từ bang North Carolina (Hoa Kỳ) và Bermuda, H. maculipinna được phân bố trải dài về phía nam đến vịnh México và khắp vùng biển Caribe. Quần thể trước đây được cho là H. maculipinna dọc theo bờ biển Brasil (bao gồm đảo Trindade ngoài khơi) đã được xác định là loài Halichoeres penrosei.
H. maculipinna sống gần các rạn san hô ở độ sâu đến ít nhất là 30 m, nhưng có thể tìm thấy loài này trong các bụi tảo mơ.

## Mô tả
H. maculipinna có chiều dài cơ thể lớn nhất được ghi nhận là 18 cm. Cá con có màu trắng ở nửa thân dưới với một dải sọc đen băng ngang cơ thể, từ mõm băng qua mắt kéo dài đến gốc vây đuôi. Phía trên dải đen là một dải sọc vàng mỏng hơn và một sọc nâu dọc sống lưng. Cá cái có màu vàng lục đến phớt nâu ở nửa thân trên và xuất hiện thêm nhiều vệt sọc đỏ trên đầu. Thân dưới màu trắng. Các vạch màu đỏ hồng trên vảy. Vùng thân trên của cá đực có màu nâu lục, sẫm màu hơn cá cái với một vệt sọc vàng tươi dọc hai bên lườn và kéo dài đến gốc vây đuôi. Đốm đen lớn trên bụng. Vây lưng, vây hậu môn và vây đuôi có các vệt sọc đỏ.
Kiểu hình cá con của H. maculipinna được cá mú con của Mycteroperca interstitialis bắt chước, một loài săn cá nhỏ hơn làm mồi.
Số gai ở vây lưng: 9; Số tia vây ở vây lưng: 11; Số gai ở vây hậu môn: 3; Số tia vây ở vây hậu môn: 11; Số tia vây ở vây ngực: 13; Số gai ở vây bụng: 1; Số tia vây ở vây bụng: 5; Số lược mang: 13–15; Số vảy đường bên: 27.

## Sinh thái học
Thức ăn của H. maculipinna là các loài thủy sinh không xương sống. Chúng sống đơn độc và có tính cảnh giác cao nên khó tiếp cận.

## Thương mại
H. maculipinna được đánh bắt trong các hoạt động buôn bán cá cảnh.